# Championnat de La Réunion de football 1999
Navigation
Édition précédente Édition suivante
Le Championnat de La Réunion de football 1999 était la 49e édition de la compétition qui fut remportée par l'US Stade Tamponnaise.

## Classement
| Rang | Équipe                      | Pts | J  | G  | N  | P  | Bp | Bc | Diff |
| ---- | --------------------------- | --- | -- | -- | -- | -- | -- | -- | ---- |
| 1    | US Stade Tamponnaise        | 86  | 26 | 19 | 3  | 4  | 61 | 26 | +35  |
| 2    | JS Saint-Pierroise          | 78  | 26 | 16 | 4  | 6  | 45 | 32 | +13  |
| 3    | AS Marsouins                | 75  | 26 | 14 | 7  | 5  | 46 | 33 | +13  |
| 4    | SS Jeanne d'Arc             | 65  | 26 | 10 | 9  | 7  | 42 | 38 | +4   |
| 5    | SS Excelsior                | 63  | 26 | 10 | 7  | 9  | 41 | 41 | 0    |
| 6    | US Cambuston                | 63  | 26 | 9  | 10 | 7  | 32 | 27 | +5   |
| 7    | SS Saint-Louisienne (T) (C) | 62  | 26 | 8  | 12 | 6  | 33 | 25 | +8   |
| 8    | US Possession               | 62  | 26 | 8  | 12 | 6  | 36 | 33 | +3   |
| 9    | SS Sainte-Rosienne          | 56  | 26 | 7  | 9  | 10 | 21 | 31 | -10  |
| 10   | AS Chaudron                 | 55  | 26 | 7  | 8  | 11 | 34 | 37 | -3   |
| 11   | USSA Léopards               | 51  | 26 | 6  | 7  | 13 | 31 | 41 | -10  |
| 12   | OFC Saint-Paul (P)          | 48  | 26 | 5  | 7  | 14 | 32 | 56 | -24  |
| 13   | US Bénédictine              | 48  | 26 | 4  | 10 | 12 | 19 | 30 | -11  |
| 14   | AS Domenjod (P)             | 41  | 26 | 2  | 9  | 15 | 19 | 42 | -23  |

|  | Champion de La Réunion et qualification pour la Ligue des Champions de la CAF 2000 |
|  | Qualification pour la Coupe de la CAF 2000                                         |
|  | Relégation en 2e division                                                          |